# شهرستان وین (ویرجینیای غربی)
شهرستان وین، ویرجینیای غربی (به انگلیسی: Wayne County, West Virginia) یک سکونتگاه مسکونی در ایالات متحده آمریکا است که در ویرجینیای غربی واقع شده‌است.

## خصوصیات
شهرستان وین ۱٬۳۲۶٫۰۸ کیلومترمربع مساحت دارد.